# Opération Avalon
Guerre d'Afghanistan
L’Opération Avalon est une action de l'I.S.A.F menée par les Forces françaises en Afghanistan du 14 au 19 novembre 2009.
Du 14 au 16 novembre, la Brigade La Fayette avait conduit sa première opération majeure en Saroubi et Kapisa avec environ 600 soldats : des unités de l’A.N.A et leurs OMLT françaises, deux compagnies du GTIA Kapisa (groupement Black Rock) et des éléments du GTIA Surobi (groupement Altor) ont été déployés sur le terrain.
L’opération visait notamment à reconnaître des emplacements pour des postes de police afghans et à réaliser des opérations de contrôle de zone, à partir de Tagab, le long d'un axe principal (axe Vermont), qui court du nord au sud de la Kapisa et rejoint au sud Surobi, cet axe pouvant faire l’objet d’un chantier de viabilisation.
Le dispositif était scindé en deux. Les deux éléments ont opéré à partir de chaque extrémité de la vallée de Tagab pour faire la jonction au village de Sherkhel. Après leurs mises en place le 14 novembre, le premier élément est parti de Tagab et le second de Naghlu en Surobi. Ils se sont déployés sur la longueur de l’axe, avec l’appui des hélicoptères français et américains.
Les unités françaises et afghanes au sol ont été prises à partie à plusieurs reprises dans la journée du 15 novembre, le dispositif de la coalition a riposté à plusieurs reprises, notamment par des tirs d’artillerie et avec l’appui feu des hélicoptères, pour neutraliser les positions de tirs des insurgés.
Les reconnaissances des sites de chantiers des postes de police ayant été effectuées l'organisation pouvait être lancée.
Le 16 novembre, le général Marc Druart et le général de police afghane Zamrai assistaient à une choura avec une trentaine de Maleks représentant la région. C'est ce  moment que les forces talibanes ont choisi pour lancer deux projectiles (une roquette et un obus) sur le marché local. Le bilan a été de 12 morts et 40 blessés, malgré l'assistance d'un Cougar médicalisé sur place et les blessés les plus atteints furent évacués par des MEDEVAC sur Bagram et un VAB vers Fog Tagab. Pendant ce temps un feu de contre-batterie a été lancé.